# Motom

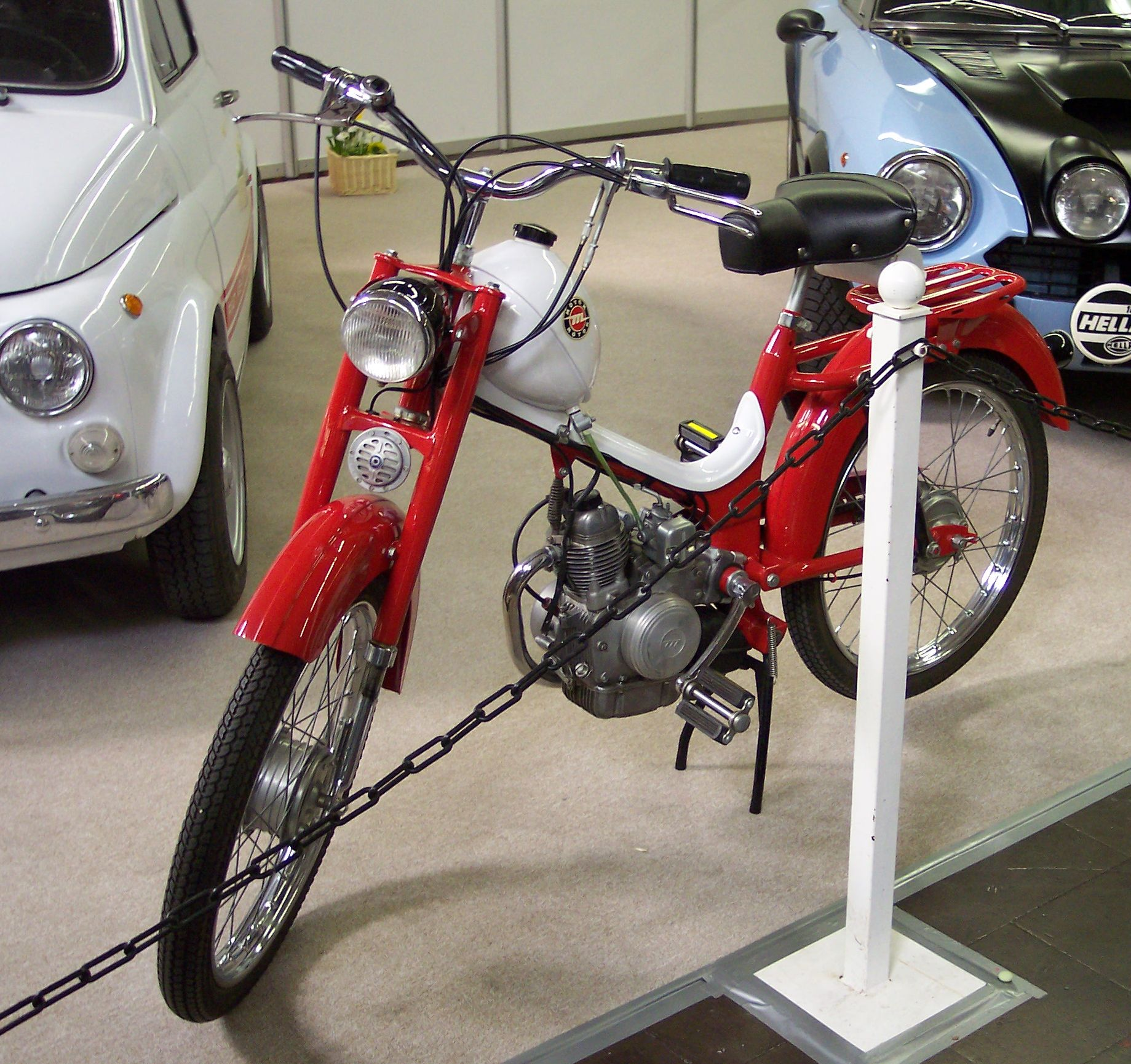
Motom

Das Motom 48cc ist ein 3-Gang-Viertakt-Moped, das es in unterschiedlichen Ausführungen bei gleicher Motorisierung gab.
Der erste Prototyp der Mailänder Firma Motom hieß MOTOMIC und wurde auf dem Genfer Auto-Salon vorgestellt.
Besonderheiten von Motom: X-Rahmen, 48-cm³-Viertaktmotor, dieser wurde entwickelt von einem ex-Lancia-Konstrukteur. Andere Modelle besaßen einen quer geteilten Kreuzrahmen aus zwei gleichen Teilen. 
Von Motom wurden einige wenige Rennversionen entwickelt, welche die Fahrer behalten durften. So sind diese raren, von der Serie abweichenden und heute hoch gehandelten Fahrzeuge in den Verkehr gelangt. 
Motom ist in der italienischen Oldtimerszene ein sehr geschätztes Sammler- und Liebhaberstück. Es gibt einen Motomclub ITALIA, welcher regelmäßig Treffen organisiert und eine Ersatzteilversorgung aufrechterhält.